# NGC 105
NGC 105 es una galaxia espiral localizada a aproximadamente 240 millones de años luz de distancia en la constelación de Piscis. Fue descubierta por Édouard Stephan en 1884 y su magnitud aparente es 14,1.